# Fernando Cuenca (Radsportler)
José Fernando Cuenca Aguilar (* 1. Juli 1950 in Lima oder in San Pedro de Lloc) ist ein ehemaliger peruanischer Radrennfahrer.

## Sportliche Laufbahn
Cuenca war im Straßenradsport aktiv. Er war Teilnehmer der Olympischen Sommerspiele 1972 in München. Im Mannschaftszeitfahren belegte der Vierer aus Peru mit Bernardo Arias, Gilberto Chocce, Fernando Cuenca und Carlos Espinoza den 30. Rang. Im olympischen Straßenrennen schied Cuenca beim Sieg von Hennie Kuiper aus dem Rennen aus.